# Bataille de Tianmen
 (janvier 2020).
Guerre civile chinoise
La bataille de Tianmen (天门战斗) est une bataille de la guerre civile chinoise disputée entre les troupes nationalistes et les Communistes juste après la fin de la Seconde Guerre mondiale à Tianmen, dans le Hubei, en Chine, qui se conclut par une victoire communiste.

## La bataille
Après que les seules forces chinoises sous les ordres du régime de Tchang Kai-shek dans la région, les anciens partisans de la collaboration ralliées au Kuomintang après la fin de la Seconde Guerre mondiale aient refusées de se rendre aux Communistes, la 15e Brigade de la 5e Division de la Nouvelle Quatrième Armée lance son offensive contre Tianmen, dans le Hubei, en Chine. Incapables de repousser les Communistes, les Nationalistes demandent le soutien de leurs anciens maîtres japonais, ce qui leur aliène les populations locales et les poussent à accorder leur soutien aux troupes communistes. 
La bataille ne dure que quelques heures, et après la mort de plus de 50 Japonais et de 100 Nationalistes dans les affrontements, les cinq survivants japonais et plus de 200 soldats nationalistes sont forcés de se rendre. Les Communistes mettent la main sur un canon, une mitrailleuse lourde, cinq mitrailleuses légères, et plus de 270 fusils automatiques. Les Communistes subissent peu de pertes, mais le commandant de bataillon Huang Xiting et le commissaire politique du bataillon Yang Li font partie des victimes.